# Andrés Gelós
Andrés Sebastián Gelós (Buenos Aires, 31 de octubre de 1969) es un productor, guionista, escritor y showrunner argentino. Guionista de Iosi, el espía arrepentido. También es autor de teleseries como Cumbia Ninja, Kdabra, El club de los graves, entre otras producciones. Es uno de los primeros autores argentinos en ejercer el rol de showrunner en una de sus producciones. Se caracteriza por su forma de trabajo colaborativo, lo que se refleja en sus colaboraciones en guiones o producciones en países como Colombia, Uruguay, Paraguay, Chile entre otros.

## Biografía

### Formación
Nació en Buenos Aires, Argentina, el 31 de octubre de 1969. Estudió Ciencias de la Comunicación en la Universidad de Buenos Aires y Ciencias Políticas en la Universidad Católica Argentina.
Entre 1996 a 1999 formó, puso en marcha y dirigió el área de Comunicación Institucional de la Comisión Arquidiocesana para la Cultura del Arzobispado de Buenos Aires. También dirigió las ediciones de los catálogos de arte de los museos nacionales de Bellas Artes, de Arte Decorativo y Eduardo Sívori desde 1997 a 2001.
En 2003 escribió un libro crítico sobre el patrimonio artístico de la vía pública de la ciudad de Buenos Aires, titulado "Buenos Aires Escultórica".
Las primeras obras de ficción de Gelós fueron dos libros de cuentos cortos llamados "Ladrar y Morder" (1991) y "Unomono" (1999). 

### Televisión
El primer proyecto para televisión, que incorporó como guionista a Andrés Gelós fue “Sin código”, una telenovela emitida por Canal 13 en Argentina durante los años 2004-2006, bajo la producción de Pol-ka Producciones. La misma contó con dos temporadas y la protagonizaron Adrián Suar, Nancy Dupláa y Nicolás Cabré. 
En 2006 y hasta 2008, también como guionista, continuó su carrera en “Argentinos por su nombre”, programa televisivo producido por Mandarina para Canal 13 y conducido por Andy Kusnetzoff. “Es un Docu-reality que explora los rasgos característicos de los argentinos, sus virtudes y defectos, sus contrastes y vivencias cotidianas”.
Antes de empezar a escribir sus propias series originales, Gelós trabajó en B&B, nombre que surge de las siglas de Bella y Bestia.  Esta comedia romántica, con toques de sitcom musical es una producción de Cris Morena y RGB, creada durante el 2007 y emitida por la cadena Telefé en el 2008.

### Series originales
Su primera creación, cobra vida en el año 2007, con la tira infantil "Reinas Magas", en la cual un trío de chicas debían suplantar a los Reyes Magos. Dos años después, en el 2009 vuelve a la pantalla con "Dromo", una serie de unitarios que mezclaba los géneros de Terror, Fantástico y Ciencia Ficción.  Pero es la serie "Víndica" creada en el 2011 la que consigue el premio “Ficciones Federales” del Instituto Nacional de Cine y Artes Audiovisuales (INCAA). Esta serie que cuenta con 13 capítulos, "Centra sus historias en hechos de injusticia de muy diverso tipo, y las conductas e impacto psicológico que tienen sobre las personas. Todas estas conductas disparan la necesidad de resarcimiento, ya sea por voluntad de la víctima, por influencia de otros, o bien, por el propio azar. La expresión “todo llega”, no hace más que señalar una advertencia: todos pueden ser castigados o beneficiados por sus actos pasados".
En 2009, con idea original y guiones de Andrés Gelós, “Kdabra” se convirtió en la primera serie original en habla hispana que produjo Fox International Channels para la región Latinoamérica. El gran éxito de la serie posibilitó la creación y emisión de 2 temporadas más, y se trasmitió en el prime time de Fox en toda Latinoamérica y de MundoFox en los Estados Unidos.
La historia de “Kdabra” la protagoniza Luca, un joven de 17 años, quien escapa de una comunidad religiosa donde vive debido a desmayos producidos por su narcolepsia, y se introduce en el hotel Majestic, dedicado al mundo de la magia y el ilusionismo. René, mago renombrado y dueño del hotel, se fascina con los trucos inexplicables que lleva a cabo Luca, y le ofrece convertirlo en una estrella de magnitudes mundiales. 
El elenco de “Kdabra” contaba con estrellas latinoamericanas como Christopher Von Uckerman en el papel de Luca y Damián Alcázar como René. 
El éxito continuó con la aclamada serie original de Gelós “Cumbia Ninja”. Protagonizada por la dupla conformada por Ricardo Abarca y Brenda Asnicar, estrenó por Fox su primera temporada en 2013, logrando récords de audiencia en Latinoamérica. Para esta serie, Andrés no sólo escribió los libros, sino también las letras de las canciones originales, las cuales con composición musical del portorriqueño Master Chris, llegaron a ser discos de oro y de platino.
“Cumbia Ninja” tiene como escenario al barrio La Colina donde “Chico”, su protector, es asesinado en su lucha por mantener las calles del vecindario libres de drogas. Su hermano “Hache” es quien debe tomar su lugar como líder de la pandilla y como su mayor pasión en la vida es hacer música, decide enfrentarse a los narcotraficantes con la banda musical que lidera. Su camino se cruza con el de Juana, una joven que encuentra refugio en La Colina al escapar de quienes asesinaron a toda su familia. Ella se enamora de Hache y juntos, con la ayuda de Xiang Wu, un maestro de Kung Fu, y Sungaku, un dragón que habita en las profundidades de La Colina (creado por tecnología “CGI”), lograrán mantener el barrio a salvo.  
Tras el éxito obtenido, la serie fue renovada para una segunda temporada, la cual estrenó el 2 de octubre de 2014 y una tercera temporada que se estrenó el 29 de octubre de 2015. Todavía pueden verse sus reruns en la pantalla de Fox.
2091 es la serie que lo convirtió en showrunner, sentando precedente de la figura de autor-showrunner en el mercado de latinoamericano. 2091 Se estrenó en dos partes, la primera el 18 de octubre de 2016 y la segunda en marzo de 2017. La trama de esta serie de 12 capítulos transcurre en un futuro no muy lejano, donde el comportamiento de la humanidad ha llevado los recursos del planeta a un punto de agotamiento extremo, por lo que sus habitantes se ven obligados a buscar alternativas para asegurar su supervivencia.
Con Iosi, el espía arrepentido, gana el premio a Mejor Guión Adaptado en Serie otorgado por Argentinean Film Critics Association Awards, este galardón lo recibe con Sebastián Borensztein, Natacha Caravia y Daniel Burman. Este drama lanzado en 2022 vía Amazon Prime Video que cuenta actualmente con 16 capítulos, narra la historia de un agente de inteligencia argentino se infiltra en la comunidad judía para recopilar información que luego supuestamente se utiliza para perpetrar dos de los peores ataques terroristas en América Latina, dejando más de 100 muertos. Contando en el reparto con figuras de renombre como Natalia Oreiro, Gustavo Bassani, Alejandro Awada, Carla Quevedo, Roly Serrano, entre otros.
Su pluma sigue escribiendo éxitos como El club de los graves, estrenado en Disney+ en el 2023, cuenta con 10 episodios y  tienen como principal protagonista al músico y cantautor Carlos Vives, donde interpreta a un poco convencional profesor de música llamado Amaranto Molina, que enseña en una escuela especializada en educación musical. La escuela funciona según antiguas reglas y perjudica a aquellos estudiantes que no cumplen con los estándares de éxito comercial.

## Productor
Es productor independiente de cine con créditos en producciones argentinas tales como “8 tiros” (Sinema, Aleph Media, 2014) y “Corazón de León” (Sinema, Patagonik, SonoFilm, Telefé, 2013), que superó los 2.000.000 de espectadores en Argentina.
Además, participa de coproducciones con Paraguay como  “Última Pista” (Aleph Media, Hei Films, 2018) y Pedro Undercover (2022). También en dicho país, participa como guionista y productor de la saga Leal (Leal, solo hay una forma de vivir / Leal 2, Comando Yaguareté), la primera producción paraguaya en llegar Netflix y la primera película de acción paraguaya en contar con una segunda parte. 
Esto forma parte de un proyecto para desarrollar un polo audiovisual relevante para Latinoamérica.

## Filmografía

### Guionista
- Sin Código (2004-2006)
- Tocar el cielo (Largometraje) (2007)
- B&B Bella y Bestia (2008)
- Valentino, el argentino (Serie TV) (125 episodios) (2008)
- Dromo (Miniserie de TV) (2009)
- El Talismán, el Destino de la Selección ya tiene Dueño (Miniserie de TV) (2010)
- Víndica (Miniserie de TV) (2011)
- 8 tiros (Película) (2015)
- Los Inocentes (Largometraje) (2016)
- 2091 (Serie de TV) (2016-2017)
- Leal, solo hay una forma de vivir (Largometraje, Paraguay) (2018)
- O Buscador (Largometraje) (2019)
- Kally's Mashup, ¡Un cumpleaños muy Kally! (Largometraje) (2021)
- Tierra Incógnita (Serie de TV) (2022)
- Iosi, el espía arrepentido (Serie web) (2022 - 2023)
- El club de los graves (Serie de TV) (2022 - 2023)
- Leal 2, Comando Yaguareté (Largometraje, Paraguay) (2023)
- Champeta, el ritmo de la Tierra (Serie de TV) (2023)

### Creador
- Reinas Magas (Serie TV) (2007)
- Tocar el cielo (Largometraje) (2007)
- Valentino, el argentino (Serie TV) (125 episodios) (2008)
- Dromo (Serie TV) (10 episodios) (2009)
- Kdabra (Serie TV) (10 episodios) (2009)
- El Talismán, el Destino de la Selección ya tiene Dueño (Serie TV) (10 episodios) (2010)
- Víndica (Serie TV) (13 episodios) (2011)
- Cumbia Ninja (Serie TV) (45 episodios) (2013-2015)
- 8 tiros (Película) (2015)
- 2091 (Serie TV) (12 episodios) (2016)

### Productor
- Reinas Magas (2007)
- Dromo (Serie TV) (10 episodios) (2009)
- Todas a mí (Serie TV) (12 episodios) (2011)
- Víndica (Serie TV) (13 episodios) (2011)
- Corazón de León (2013)
- 8 tiros (2014)
- 2091 (2016) (Serie TV) (12 episodios) (2016)
- Última Pista (Preproducción) (2018)
- Leal, solo hay una forma de vivir (Largometraje, Paraguay) (2018)
- Pedro Undercover (Largometraje, Paraguay) (2022)
- La uruguaya (Largometraje) (2022)
- Leal 2, Comando Yaguareté (Largometraje, Paraguay) (2023)

### Música original
- Reinas Magas (2007)
- Cumbia Ninja (Serie TV) (45 episodios) (2013-2015)
- El club de los graves (Serie de TV) (2022 - 2023)

## Premios y nominaciones

### Premios Martín Fierro
| Año  | Categoría                    | Trabajo Nominado         | Resultado |
| ---- | ---------------------------- | ------------------------ | --------- |
| 2004 | Mejor Unitario y/o Miniserie | Sin Código               | Nominado  |
| 2004 | Mejor Comedia                | Sin Código               | Nominado  |
| 2005 | Mejor Unitario y/o Miniserie | Sin Código               | Nominado  |
| 2005 | Mejor Comedia                | Sin Código               | Nominado  |
| 2006 | Mejor Unitario y/o Miniserie | Sin Código               | Nominado  |
| 2006 | Mejor Comedia                | Sin Código               | Nominado  |
| 2007 | Mejor Programa Periodístico  | Argentinos por su nombre | Nominado  |
| 2008 | Mejor Programa Periodístico  | Argentinos por su nombre | Nominado  |
| 2009 | Mejor Unitario y/o Miniserie | Dromo                    | Nominado  |

### Otros
| Año  | Categoría                     | Trabajo Nominado | Resultado |
| ---- | ----------------------------- | ---------------- | --------- |
| 2022 | Mejor Guion Adaptado en Serie | Iosi             | Ganador   |

## Aparición en medios
No es muy frecuenta su aparición en medios de comunicación, pero cuando lo hace, tiene un estilo muy directo, sincero y con una claridad de conceptos que hacen entretenidas e instructivas las entrevistas. Siempre habla de temas relacionados con la producción, guion y la industria audiovisual de la región.
En su aparición en el programa Hoja de ruta, conducido por Mike Silvero y emitido por canal GEN, deja claro que su estilo de trabajo es bien colaborativo, que le gusta explotar historias hasta cuando está de vacaciones y que no siente que trabaja si es que se trata de algo que ama, como lo es claramente el mundo del audiovisual.
También se lo puede apreciar en su contexto de fascinación por el mundo audiovisual en entrevistas más tranquilas como en Expresso, conducido por Augusto Dos Santos, donde habla de referencias como La dama y el vagabundo, entre otras cosas más intimas que el guionista expresa fiel a su estilo directo y sincero.
Cuando tiene estrenos, es de ir a medios para charlar sobre su nueva historia. Fue el caso de Leal, solo hay una forma de vivir, donde se lo vio emocionado y contento por el resultado, pero mucho más por hacer cine en Latinoamérica.En ese contexto podemos escuchar sus declaraciones en Radio Universo en 2018, junto a Mauricio Jortack y en 2019. También se puede leer notas en medios más especializados como Ámbito Financiero, HOY y La Nación.